# Fèlix Prat i Quinquer
Fèlix Prat i Quinquer   (Can Prat, 1737 - Barcelona, 1802) va ser un comerciant i fabricant d'indianes català.

## Biografia
Va néixer el 1737 a la masia Can Prat de Castellfollit del Boix, fill dels pagesos Manuel Prat i Rosa Quinquer. Segons Molas, de jove va aprendre l'ofici com a mancebo del comercio a la casa del botiguer de teles Jaume de Guàrdia i Morera, que també havia estat director de la fàbrica d'indianes de Canals (una de les primeres de Barcelona) i des del 1748, d'una de pròpia.
El 1764, juntament amb Antoni de Martí i Gatell (1729-1794), d'Altafulla, el seu cunyat Antoni Baldrich i Janer (1731-1802), de Valls, i Josep Fuster i Bosch, de Manresa, van constituir la societat Prat, Martí, Baldrich i Fuster, amb un capital social de 20.000 lliures barcelonines a parts iguals i dedicada a «negociar en gèneros, especulacions y qualsevols altres qualitats de negocis tant per lo país com per la Estrangeria.» Martí i Baldrich tenien a més una estreta relació amb el botiguer de teles Tomàs Llimona, amb qui havien participat en diversos negocis. Segurament va ser ell qui va posar en contacte Prat amb els altres socis, ja que quan el 1770 va tramitar el seu ingrés al cos de comerciants matriculats de Barcelona, Llimona declarà al seu favor dient que coneixia la mare de Prat de la casa Quinquer de Súria.
En un primer moment, la companyia es dedicà a l'exportació d'aiguardent cap al nord d'Europa, així com a la importació de teixits per al mercat català, per a introduir-se posteriorment en el mercat de les colònies americanes. Els quatre socis van mantenir la companyia a través de diversos contractes que s'anaven prorrogant, i el 1795, poc després de la mort d'Antoni de Martí i Gatell, es va dissoldre, i Prat va comprar la seva participació als altres socis, comprometent-se a liquidar-los-hi en diversos terminis durant els dos anys següents.
El 1797, va obtenir la condició de ciutadà honrat, en recompensa als seus mèrits com a comerciant i fabricant d'indianes, amb una fàbrica a Barcelona i una altra a Igualada, on havia establert una xarxa de filatures de cotó a domicili. Va morir el 1802 i el seu patrimoni passà a mans del seu fill i hereu Maurici Prat i Pruns, també comerciant.